# Comunardo Niccolai
Pour les articles homonymes, voir Niccolai.
Comunardo Niccolai, né le 15 décembre 1946 à Uzzano et mort le 2 juillet 2024 à Pistoia, est un footballeur international italien jouant au poste de défenseur.

## Carrière
Après avoir débuté en équipes de jeunes à Montecatini, il est transféré en Sardaigne, dans le cadre d'un accord entre son club formateur et l'île italienne. Il joue tout d'abord à Torres, avant de rejoindre le club de la capitale de la Sardaigne, Cagliari. Il y passe la plus grande partie de sa carrière et on se souvient de lui pour sa propension à marquer des buts contre son camp, dont certains spectaculaires. 
Le sommet de sa carrière est atteint en 1970, lorsqu'il est sélectionné pour la Coupe du monde 1970, sous les yeux médusés de son entraîneur en club Manlio Scopigno, qui déclare : Je m'attendais à tout dans la vie, mais pas à voir Niccolai en mondovision. Titularisé lors de la première rencontre, il se blesse et se voit remplacé dès la 37e minute du match contre la Suède. Cette blessure le prive du reste de la compétition.
Il travaille maintenant comme observateur pour le compte de la Squadra Azzurra après avoir été lui-même entraîneur de l'équipe féminine d'Italie.
Comunardo Niccolai meurt le 2 juillet 2024 à Pistoia à l'âge de 77 ans,.

## Palmarès
- Champion d'Italie en 1970 avec Cagliari